# 麻布大学附属高等学校
麻布大学附属高等学校（あざぶだいがくふぞくこうとうがっこう）は、神奈川県相模原市中央区淵野辺一丁目に所在する私立高等学校。麻布大学の附属学校である。2014年4月より校名を麻布大学附属渕野辺高等学校から麻布大学附属高等学校に変更した。それに伴い校歌も新たなものを制定した。2014年特進クラス・進学クラスを設置、体育系コースの募集を停止した。
2019年S特進クラスを新たに設置、3クラス制となった。

## 概要
サッカー部は2004年に全国高校サッカー初出場、そして2年連続出場を果たし、2008年にはインターハイに出場し2回戦まで勝ち残った。また2006年には馬術部がインターハイの団体戦で優勝した。また演劇部が2000年から3年連続全国大会出場、2004年から4年連続関東大会出場し、2006年と2007年の関東大会では優秀賞を受賞した。
2008年に行われる第1回数学選手権に出場する。
2010年吹奏楽部が関東大会に出場している。
2013年自然科学部が　神奈川県高文連　連盟賞を受賞、2014年高校生バイオコンテスト　優勝2014年バイオものつくりコンテスト2014　優勝　をしている。2015年馬術部、陸上部が全国大会に出場、演劇部も関東大会に出場。
2016年硬式野球部が、秋季大会において、校名変更後初となる県大会出場。
2017年第99回全国高校野球選手権神奈川大会の開会式（横浜スタジアム）で、主将の藤崎大地が初めて選手宣誓を果たす。

## 沿革
- 1961年 - 麻布獣医学園渕野辺高等学校として設立。
- 1985年 - 麻布大学附属渕野辺高等学校に名称変更。
- 2014年4月1日 - 麻布大学附属高等学校に名称変更。

## 特色
- 入学希望者向けの説明会では麻布大学への入学が有利になるという説明がなされるが麻布大学への進学率は毎年およそ10％に留まっている（2015年卒業生）。獣医学部への進学に関しては毎年5名程度が合格している。かつて麻布大学への進学希望者を集めた麻布コースが存在していたが現在では廃止されている。附属高校であるが麻布大学への無条件な推薦はなく、特別入試という方で内部選抜を行っている。なお附属高校生は2018年度入学生までは2・3年次の選択授業で、2019年度入学生は2年次のみの選択授業で大学の教育に触れる機会があった。2020年度以降の入学生は大学教育を受けられる選択科目が廃止された。しかし、獣医を志望している生徒は毎年数名いることは変わりなく、上述の特別入試自体は存続している。
- 馬術部が存在したが、2018年度入学生を最後に新規入部を停止。現在は事実上の廃部状態である。ただ、大学正門付近に馬場があるため、大学生による馬を使った活動をつぶさに見ることが出来る。
- 体育祭と学園祭は隔年交互開催だったが、生徒から｢毎年、両方とも開催してほしい｣との要望があり、平成元年度より毎年開催に。学園祭の名前は『翔渕祭(しょうえんさい)』。

## 立地・環境
- 校舎は1号棟、2号棟、3号棟がある。実は1号棟の方が2号棟より新しく、2005年に建てられた。主にホームルーム教室として使用されているが、2015年の入学生徒が500名を越え、旧校舎である2号棟の一部の特別教室をホームルーム教室として利用した。食堂、購買は1号棟にある。2016年高校グラウンド1号棟側の敷地に3号棟が竣工し、更なる生徒数増加による教室不足を解消した。3号棟には、1号棟と同じくエレベーター・多目的トイレが完備されている。
- 高校公式HPにある体育施設である麻布獣医学園アリーナ・総合グラウンドは大学と共用の施設である。アリーナは、バスケットコート２面分で、バドミントンコートは大会時には６面とることができる。総合グラウンドは、サッカーコート１面分に、ややあまる分の大きさで、野球の試合はもちろん、サッカーの公式戦も行われる。大学の施設を高校が借りている、と誤解されることが多いが、どちらも名称の通り「学園」の施設である（校舎は明確に大学と高校が分かれている）。また、グラウンドとアリーナは、時間における占有率としてはむしろ高校の方が多い。また、高校グラウンドは新校舎竣工のため面積は半分ほどとなり、大きさは内野一面分（35m四方）となっている。
- 来場者の増加に対応するため、入学希望者とその保護者を対象とした説明会にはアリーナが利用される。生命・環境科学部棟内に高大共用教室が設けられており、7限セミナーや夏期講習などで利用されている。
- なお、教室の清掃に関しては生徒が行い、清潔度は着任する教諭の指導力に大きく左右される。その他の施設（トイレなど）は、専門の業者が入っている。

## 生徒数と学科
- 1年9クラス、2年8クラス、3年10クラス（2023年4月現在）
- 学科は普通科のみで、理系S特進クラス、理系特進クラス、理系進学クラス、文系S特進クラス、文系特進クラス、文系進学クラスがある。
- 体育コースについては普通クラスへの受け入れ移行により、平成26年4月から生徒募集を停止した。
- 教員組織の改革も進んでおり重要ポストに30代教員を積極的に登用。生徒募集も以前は部活動重視であったが、現在は進学重視に切り替え、上述の習熟度教育が確立されつつある。

## 交通
- JR横浜線矢部駅 徒歩8分（学園敷地まで3分、高校昇降口までさらに5分ほど）
- JR横浜線淵野辺駅 徒歩11分

## 著名な出身者
- 青田翔（プロサッカー選手、横浜スポーツ&カルチャークラブ所属）
- 安楽健太（プロサッカー選手、グルージャ盛岡所属）
- 太田宏介（プロサッカー選手、町田ゼルビア所属）
- 小野寺達也（プロサッカー選手、テゲバジャーロ宮崎所属）
- 小林悠（プロサッカー選手、川崎フロンターレ所属）
- シュウペイ（ぺこぱ）（お笑いタレント、サッカー部で太田･小野寺･小林と同期）
- しょうへい（藤本昌平・元お笑いタレント・ファンキーモンキークリニック、現放送作家）
- 坂井丞（飛込競技選手）
- 菅原正志（声優）
- 高木由一（元プロ野球選手）
- 徳留一樹（総合格闘家）
- 中山克広（プロサッカー選手、横浜FC所属）
- 山本まゆり（漫画家）